# Iljoesjin Il-86
De Iljoesjin Il-86 (Russisch: Ильюшин Ил-86) (NAVO-codenaam: Camber) is een Russisch widebody passagiersvliegtuig.
De Il-86 is ontwikkeld door Iljoesjin, een van de vliegtuigontwerpbureaus van de Sovjet-Unie. De eerste vlucht van het toestel vond plaats op 22 december 1976, waarna het toestel in 1980 in dienst kwam bij Aeroflot kort daarna kwam het ook in dienst bij China Xinjiang Airlines.
De Il-86 staat bekend om zijn groot laadvermogen, grote vrachtruimte, robuustheid en betrouwbaarheid. Door het ontbreken van een geschikte straalmotor in de Sovjet-Unie kreeg het toestel aangepaste Kuznetsov NK-8-motoren die ook op de Ilyushin Il-62 zaten. Het grote nadeel hiervan was dat het toestel nu veel brandstof verbruikte waardoor het niet kon concurreren met soortgelijke westerse toestellen als de Douglas DC-10 en de Airbus A300.
Een unieke eigenschap van de Il-86 is dat passagiers het toestel vanaf het platform kunnen betreden via ingebouwde trappen die naar het bagagedek leiden. Vervolgens laat men de bagage achter op dit dek om nog een trap te nemen naar de passagierscabine. Het grote voordeel hiervan is dat passagiers zelf hun koffers mee kunnen nemen naar het toestel waardoor deze niet zoek kunnen raken op de luchthaven.
De inzetbaarheid van de Il-86 is de afgelopen jaren  door de aanpassing van de Europese geluidsnormen behoorlijk afgenomen. Het toestel wordt nu nog enkel gebruikt in de voormalige Sovjet-Unie en op routes van Rusland naar Turkije en Egypte.
De Iljoesjin Il-80 is een versie van de Il-86 aangepast als vliegende commandopost en de Iljoesjin Il-96 is een verbeterde variant van de Il-86 met stillere motoren en een gemoderniseerde cockpit.

## Gebruikers
In 2013 zijn er van de 102 gebouwde exemplaren nog slechts vier in gebruik bij de Russische Luchtmacht, er zijn geen civiele exemplaren meer in gebruik.

## Ongevallen
- Op 28 juli 2002 stortte een Il-86 van Pulkovo neer na de start in Moskou. Bij dit vliegtuigongeluk verloren 16 mensen het leven. Na dit ongeluk is er geen Il-86 meer neergestort.

## Overig
- Lijst van verkeersvliegtuigen
- Foto's van de Il-86.

Il-2 · Il-4 · Il-10 · Il-12 · Il-14 · Il-18 · Il-20 · Il-28 · Il-38 · Il-40 · Il-62 · Il-76 · Il-78 · Il-80 · Il-86 · Il-96 · Il-103 · Il-114